# Готтфрид, Гилберт
Гилберт Джереми Готтфрид (англ. Gilbert Jeremy Gottfried; 28 февраля 1955, Кони-Айленд — 12 апреля 2022, Манхэттен, Нью-Йорк) — американский стендап-комик, актёр кино и телевидения, актёр озвучивания. Наиболее известен по роли попугая Яго в диснеевской франшизе «Аладдин». Отличался громким скрипучим голосом и постоянным прищуриванием.

## Биография
Гилберт Джереми Готтфрид родился 28 февраля 1955 года в Бруклине, Нью-Йорк. Впервые как стендап-комик Готтфрид попробовал себя в 15 лет в клубах Нью-Йорка. В 1980 году впервые попал в телевизионную музыкально-юмористическую программу «В субботу вечером в прямом эфире», где в течение года сыграл множество различных комедийных ролей в десяти выпусках, включая пародии на политика-бизнесмена Дэвида Стокмана и режиссёра Романа Полански.
В 1984 году впервые появился на широком экране в фильме «Дом Бога», а в 1992 году впервые выступил как актёр озвучивания — роль попугая Яго в полнометражном мультфильме «Аладдин». Позднее он озвучивал этого попугая ещё много раз, не только в мультфильмах, но и в видеоиграх. Готтфрид в одном из интервью сказал, что его карьера в сфере озвучивания началась именно с этого персонажа, над которым он работал в мультфильме 1992 года: «Это был тот переломный момент, с которого началась моя карьера — работа над Яго открыла для меня многие двери». Озвучивание Готтфридом этого персонажа стало таким популярным, что его часто называют «Яго-парнем» или подобными прозвищами.
В конце 1990-х годов Готтфрид познакомился с музыкальным продюсером (англ. Music executive) Дарой Кравиц (род. 1970). 3 февраля 2007 года пара поженилась, у них двое детей: дочь Лили Астер (род. 2007) и сын Макс Аарон (род. 2009).
В 2017 году Готтфрид рассказал, что последние пару лет был интервьюером на шоу Amazing Colossal Podcast.
Скончался 12 апреля 2022 года из-за осложнений от мышечной дистрофии.

## Награды и номинации
- 1991 — Золотая малина в категории «Худший актёр второго плана» за роли в фильмах «Приключения Форда Фэрлейна», «Уж кто бы говорил 2» и «Трудный ребёнок» — номинация.
- 2009 — Дневная премия «Эмми» в категории Outstanding New Approaches — Daytime Children’s за роль в мультсериале «Кибергонка» (совместно с 8 другими людьми) — номинация.

## Критика
Гилберт Готтфрид был одним из основателей такого направления в юморе, как «Юмор 9/11». Выступая в клубе англ. New York Friars Club спустя три недели после атаки на нью-йоркские башни-близнецы, он произнёс:

Я хотел сесть на самолёт, но прямого рейса не было, так как они сказали, что их первая остановка — Эмпайр-стейт-билдинг.
Оригинальный текст (англ.)I had intended to catch a plane, but could not get a direct flight because they said they have to stop at the Empire State Building first.

Публика освистала Готтфрида, выкрикивая «Слишком рано!», и он немедленно сменил тему, показав миниатюру на тему «Аристократы», вернув себе расположение присутствующих. Именно то исполнение известной шутки вошло в фильм 2005 года «Аристократы».
В 2008 году занял 1-е место в списке «100 самых несексуальных мужчин в мире» по версии сайта thephoenix.com.
В марте 2011 года Готтфрид в своём твиттере пошутил насчёт недавно произошедшего в Японии землетрясения. Страховая компания Aflac, с которой у комика был заключён контракт на озвучивание её гуся-маскота, три четверти своего бизнеса имела именно в Японии, поэтому немедленно уволила Готтфрида.

## Избранная фильмография

### Широкий экран
Кроме озвучивания
- 1985 — Плохое лекарство[англ.] / Bad Medicine — Тони Сандовал
- 1987 — Полицейский из Беверли-Хиллз 2 / Beverly Hills Cop II — Сидни Бернштейн
- 1988 — Удачное наследство[англ.] / Hot to Trot — дантист
- 1989 — На вторник не рассчитывай / Never on Tuesday — «Счастливчик» Ларри Люпин (в титрах не указан)
- 1990 — Приключения Форда Фэрлейна / The Adventures of Ford Fairlane — Джонни Кранч
- 1990 — Уж кто бы говорил 2 / Look Who’s Talking Too — Джоэй
- 1990 — Трудный ребёнок / Problem Child — мистер Пибоди, детский психолог
- 1991 — Трудный ребёнок 2 / Problem Child 2 — мистер Пибоди, директор школы в Мортвилле
- 1991 — Привет с дороги в ад / Highway to Hell — Гитлер
- 1994 — Домашняя вечеринка 3 / House Party 3 — багажный клерк
- 2001 — Воля случая / Longshot — начальник Алекса в музыкальном магазине (в титрах не указан)
- 2005 — Аристократы / The Aristocrats — камео
- 2014 — Миллион способов потерять голову / A Million Ways to Die in the West — Абрахам Линкольн

### Телевидение
Кроме озвучивания
- 1980—1981, 1998 — В субботу вечером в прямом эфире / Saturday Night Live — Дэвид Стокман, Роман Полански, Наполеон I и др. (в 11 выпусках)
- 1991 — Ночной суд[англ.] / Night Court — Оскар Браун (в 3 эпизодах)
- 1993, 1994 — Шёлковые сети[англ.] / Silk Stalkings — разные роли (в 2 эпизодах)
- 1994 — Спасённые звонком: Свадьба в Лас-Вегасе[англ.] / Saved by the Bell: Wedding in Las Vegas — Берт Баннер
- 1994—1995 — Крылья[англ.] / Wings — Льюис (в 3 эпизодах)
- 1995 — Трудный ребёнок 3 / Problem Child 3: Junior in Love — доктор Пибоди, стоматолог[a]
- 2004, 2006, 2007, 2010, 2011 — Вечернее шоу с Джеем Лено[англ.] / The Tonight Show with Jay Leno — разные персонажи (в 8 выпусках)
- 2008 — Ханна Монтана / Hannah Montana — Барни Биттмен (в 1 эпизоде)
- 2016 — Акулий торнадо 4: Пробуждение / Sharknado: The 4th Awakens — Рон Макдональд, корреспондент Today
- 2017 — Эпизоды / Еpisodes — в роли самого себя в одном эпизоде пятого сезона
- 2019 — Зубастики: Новый загул / Critters: A New Binge — дядя Мюррей

### Озвучивание
Фильмы и мультфильмы, кроме видеоигр и рекламы
- 1992 — Аладдин / Aladdin — Попугай Яго
- 1994 — Дюймовочка / Thumbelina — мистер Жук
- 1994 — Возвращение Джафара / The Return of Jafar — попугай Яго
- 1994—1995 — Аладдин / Aladdin — попугай Яго (в 83 эпизодах)
- 1995—1997 — Дакмен[англ.] / Duckman — Арт де Сальво (в 4 эпизодах)
- 1996 — Аладдин и король разбойников / Aladdin and the King of Thieves — попугай Яго
- 1998 — Доктор Дулиттл / Dr. Dolittle — собака-маньяк
- 2001 — Дом злодеев. Мышиный дом / Mickey’s House of Villains — попугай Яго
- 2001—2002 — Мышиный дом / Disney’s House of Mouse — попугай Яго (в 7 эпизодах)
- 2001—2002 — Волшебные родители / The Fairly OddParents — доктор Уэнделл Бендер (в 3 эпизодах)
- 2002, 2005, 2007, 2013—2015 — Кибергонка / Cyberchase — Диджит (в 34 эпизодах)
- 2004 — Лемони Сникет: 33 несчастья / Lemony Snicket’s A Series of Unfortunate Events — утка (озвучивание, в титрах не указан)
- 2006 — Фарс пингвинов / Farce of the Penguins — пингвин с замёрзшими яйцами
- 2007 — Гриффины / Family Guy — лошадь (в эпизоде «Парни тоже плачут»)
- 2007 — Волшебные истории принцесс Диснея: Следуй за мечтой / Disney Princess Enchanted Tales: Follow Your Dreams — Попугай Яго
- 2014 — Эльф: Приятельское музыкальное Рождество[англ.] / Elf: Buddy’s Musical Christmas — мистер Гринуэй
- 2014—2016 — Черепашки-ниндзя / Teenage Mutant Ninja Turtles — Верховный Крэнг (в 6 эпизодах)

### Реклама
- 1980-е — MTV
- 1991 — Пепси
- 1995 — Поп-тартс — голос тостера
- 2000 — 14 марта 2011 — Aflac, гусь-маскот
- 2001 — Windows XP — голос скрепки Клиппи[18]

### Видеоигры
- 2001 — Disney's Aladdin in Nasira’s Revenge — Попугай Яго
- 2002 — Kingdom Hearts — Попугай Яго
- 2005 — Kingdom Hearts II — Попугай Яго
- 2010 — Kingdom Hearts Re: coded — Попугай Яго
- 2014 — Lego Batman 3: Beyond Gotham — мистер Мксызптлк
- 2014 — Kingdom Hearts HD 2.5 Remix[англ.] — Попугай Яго

## Заметки
1. ↑  Единственный актёр, сыгравший во всех трёх частях этого фильма, а также в одноимённом мультсериале[англ.].